# Oxycheilinus

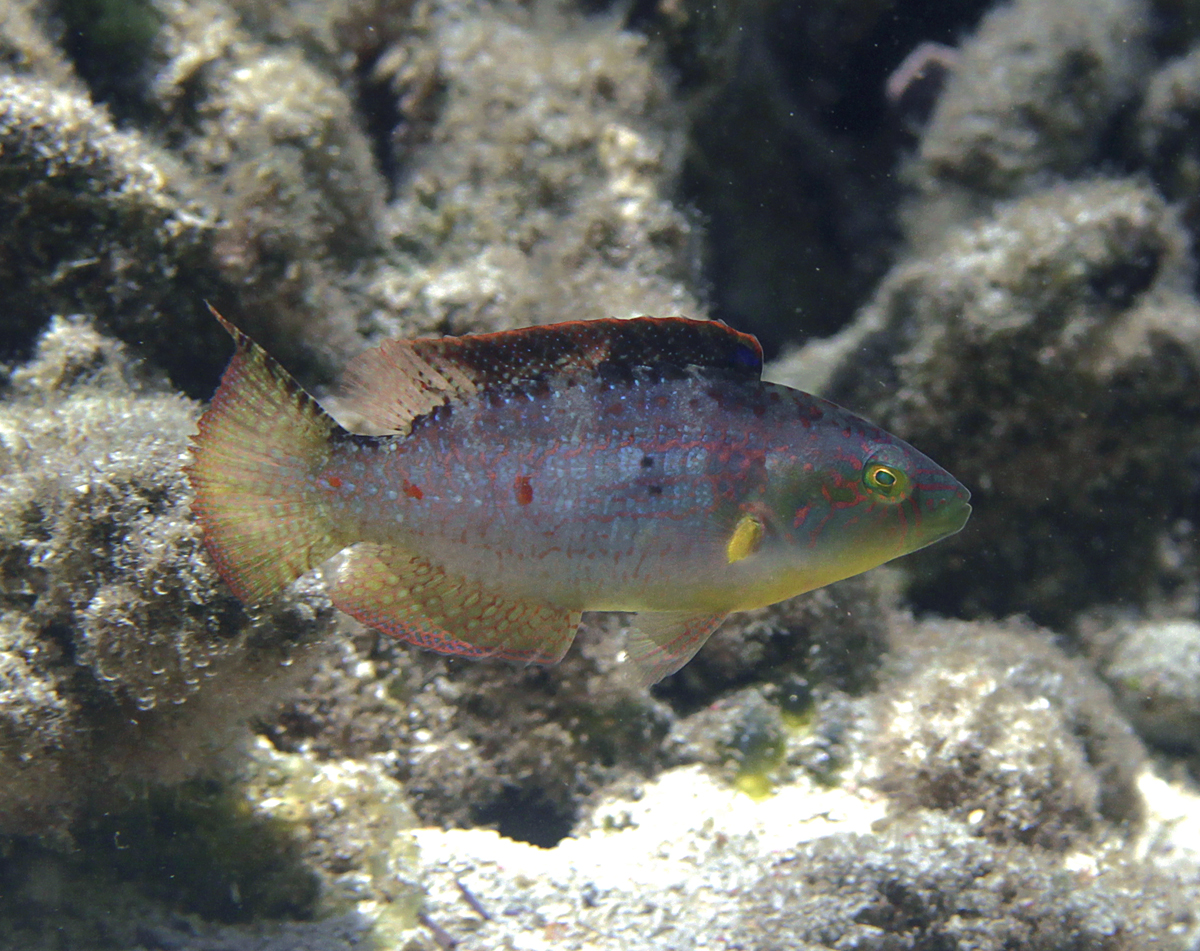
O. bimaculatus

Oxycheilinus Gill, 1862 è un genere di pesci di acqua salata appartenenti alla famiglia Labridae.

## Distribuzione
Provengono dalle barriere coralline dell'oceano Indiano e dell'oceano Pacifico.

## Descrizione
Presentano un corpo compresso lateralmente, allungato e non particolarmente alto; la testa ha un profilo appuntito e la mandibola abbastanza prominente. La livrea cambia nel corso della vita del pesce. Le dimensioni variano dagli 11 cm di O. nigromarginatus ai 40 di O. digramma.

## Tassonomia
In questo genere sono riconosciute 10 specie:
- Oxycheilinus arenatus (Valenciennes, 1840)
- Oxycheilinus bimaculatus (Valenciennes, 1840)
- Oxycheilinus celebicus (Bleeker, 1853)
- Oxycheilinus digramma (Lacepède, 1801)
- Oxycheilinus lineatus Randall, Westneat & Gomon, 2003
- Oxycheilinus mentalis (Rüppell, 1828)
- Oxycheilinus nigromarginatus Randall, Westneat & Gomon, 2003
- Oxycheilinus orientalis (Günther, 1862)
- Oxycheilinus samurai Fukui, Muto & Motomura, 2016
- Oxycheilinus unifasciatus (Streets, 1877)

## Conservazione
Tutte le specie vengono classificate come "a rischio minimo" (LC) dalla lista rossa IUCN, eccetto O. nigromarginatus, segnalato come "dati insufficienti" (DD) perché non si sa precisamente quanto è esteso il suo areale.